# Тина Стојилковић
Валентина Стојилковић (рус. Тина Стойилкович; Београд, 6. октобар 1998), која се професионално представља као Тина, српска је и руска глумица.
Живела је у Борчи. Завршила је Филолошку гимназију у Београду, а потом одлази у Русију на студије. Прва је Српкиња која је студирала на позоришном универзитету у Москви, у класи Нине Дворжецке. Године 2021. године дипломирала је глуму на Институту ,,Борис Шчукин“ у Москви.
Појављује се у музичком споту In Infinity. Започиње каријеру у Русији. Као студенткиња играла је Патрицију Холман у представи „Три друга” Ериха Марије Ремарка и Лидију из „Лудих пара” Александра Островског, дебитовала је на великој сцени у московском позоришту ,,Вахтангов“ у улози Венди у представи „Петар Пан“. Потом добија улоге у руским серијама и филмовима. Године 2024. први пут се појављује и у српском пројекту, у лику Дуње у серији Сабља.

## Филмографија
- Казанова (2020)
- Герда (2021)
- Bluff (2021)
- Лифт (2021)
- Mittelmarsch (2022)
- Карамора (2022)
- Оффлайн (2022)
- Май нулевого (2023)
- Цирк (2024)
- Красные линии (2024)
- Оффлайн (2024)
- Наступит лето (2024)
- Сабља (2024)
- Многогранники (2024)
- Момент истины (TBA)
- Буровая (TBA)
- Москва слезам не верит (TBA)